# Константин Богдановић
Константин Богдановић (Рума, 2. март 1811 — Нови Сад, април 1854) био je српски адвокат, новинар, књижевни критичар.

## Биографија
Константин је по мајци био унук (или нећак?) књижевника Атанасија Стојковића. Био је добар ученик наклоњен науци. Након основне школе у Руми, успешно је завршио карловачку гимназију. По завршетку студија филозофије у Сегедину и права у Пешти и Пожуну (до 1832). Од 1830. године јавља се као преводилац и стихотворац у "српском летопису". Између 1832. и 1842. године радио је у родној Руми као адвокат. 
Прешавши у кнежевину Србију по позиву, радио је као секретар Државног савета, а постао је и члан Друштва српске словесности (1842). 
По свргавању кнеза Михаила Обреновића као познати Обреновићевац прелази у Нови Сад. Објавио је анонимно политичку брошуру, којом је бранио кнеза Милоша. Данило Медаковић и његов пријатељ Константин Бранковић су сматрани за обреновићевске агенте у Аустрији. Потом борави између 1844-1847. године на студијском путовању у Немачкој (Лајпцигу), Француској (Паризу) и Енглеској (Лондону). Он је у исто време и повереник кнеза Михаила Обреновића, због чијих послова се дуже бавио у Паризу. По повратку у Аустријско царство кратко време је живео у Руми (1847). У Пешти је марта 1848. године покренуо и уређивао српски политички лист Вестник, који је током маја пребацио у Сремске Карловце, а на пролеће 1849. године у Земун. Први број листа који је изашао у Земуну штампан је на једној дунавској лађи, која је увек била спремна да одплови у случају непријатељског напада. Лист је тада постао "орган" Главног одбора Српског покрета. Једно време био секретар патријарха Јосифа Рајачића, изасланик Главног народног одбора у Бечу, посланик Руме на Сабору у Загребу, а по окончању Револуције члан Ликвидационе комисије у Темишвару. 
Године 1853. прешао у Нови Сад где је отворио адвокатску канцеларију. У том граду је умро априла 1854. године.
Писао је књижевну и позоришну критику, те чланке из правне и политичке историје. Године 1839. објављује чланак под насловом "Критика у миру", због којег је сматран за једног од најзначајнијих српских критичара 19. века. Бавио се и преводилаштвом. Поред Вестника, писао је и за Сербски народни лист, Сербске народне новине, Летопис Матице српске, Бачку вилу и Седмицу.